# Алич, Хамза
Хамза Алич (сербохорв. Hamza Alić; 20 января 1979, Сребреница) — боснийский легкоатлет, специализирующийся в толкании ядра. Участник Олимпийских игр в Пекине, призёр чемпионата Европы в помещении.

## Карьера
Хамза Алич начал свою карьеру в конце 1990-х. Он выступал в толкании ядра на молодёжных первенствах мира и Европы, но не смог пробиться даже в десятку лучших.
На чемпионате Европы 2002 года босниец впервые выступил на взрослом континентальном первенстве, но занял только лишь 26-е место.
В 2005 году выиграл бронзовую медаль на средиземноморских играх в Испании, толкнув своё ядро на 19,49. На чемпионате мира в Хельсинки показал результат почти на полметра хуже и не прошёл квалификацию, став только 22-м.
На Олимпиаде 2008 года Хамза Алич толкнул ядро на 19,87. Для выхода в финал ему не хватило 15 сантиметров, и в итоге он занял 16-е место в квалификации.
На Средиземноморских играх 2009 года в Пескаре завоевал серебро, а спустя четыре года добыл вторую бронзовую медаль. В том же 2013 году завоевал серебряную медаль на чемпионате Европы в помещении, который проходил в Гётеборге, с результатом 20,34 уступив только сербу Колашинацу.